# Сігетвар
Сігетвар (угор. Szigetvár, хорв. Siget, серб. Siget/Сігет, тур. Zigetvar) — місто в медьє Бараня в Угорщині. Місто займає площу 39,51 км², на якій проживає 11 392 мешканців.
У місті помер султан Османської імперії Сулейман Великий.

## Міста-побратими
- Іматра (фін. Imatra), Фінляндія
- Еппінґен (нім. Eppingen), Німеччина
- Слатина (хорв. Slatina), Хорватія
- Трабзон (тур. Trabzon), Туреччина
- Дева (рум. Deva), Румунія

## Відомі люди
- Мартін Бошняк  (1500-1566) — словацький поет, співак-сказитель XVI століття.